# Blues Pills (Album)
Blues Pills ist das erste Studioalbum der gleichnamigen schwedischen Bluesrockband. Es erschien am 25. Juli 2014 über Nuclear Blast und erreichte Platz vier der deutschen Albumcharts.

## Entstehung
Der Aufnahmeprozess für das erste Studioalbum der Band zog sich über mehrere Monate hinweg. Dies hatte zwei Gründe. Zum einen mussten die Musiker ihre Studiotermine um ihre Konzerttermine legen, da sie öfter als geplant auf Tournee gingen. Zum anderen wollte die Band unbedingt mit dem Produzenten Don Alsterberg arbeiten, der neben seiner Tätigkeit als Produzent noch als Tontechniker mit anderen Bands auf Tour war.

„Als wir seine Graveyard-Werke zum ersten Mal hörten, war uns klar: Entweder er oder keiner! Also penetrierten wir das Objekt unserer Begierde über ein Jahr lang mit Anrufen und Mails, bis wir endlich die heiß ersehnte Zusage in der Tasche hatten.“

Das Album wurde komplett analog und ohne die Hilfe von Computern aufgenommen und gemischt. Gitarre, Bass und Schlagzeug wurden live aufgenommen. Später wurden weitere Gitarrenspuren und der Gesang per Overdub hinzugefügt. Für die Lieder High Class Woman, Gypsy und No Hope Left for Me wurden Musikvideos gedreht. Das Albumcover wurde von Marijke Koger-Dunham entworfen. Bassist Zack Anderson deutete das Motiv in einem Interview als das Gleichgewicht des Lebens.

„Es greift das Konzept von Yin und Yang auf, die Dualität der Natur. Dunkelheit und Licht, Sonne und Mond, Leben und Tod.“

## Hintergrund
Zahlreiche Lieder des Albums wurden bereits auf den vorangegangenen EPs veröffentlicht und für das Album neu arrangiert. Ain’t No Change ist eine Bearbeitung des ursprünglich instrumentalen Liedes Mind Exit. Sängerin Elin Larsson erklärte in einem Interview, dass ihr jahrelang kein Text eingefallen war. Jupiter basiert auf dem Lied Bliss. Während der Text von Bliss in schwedischer Sprache verfasst wurde, hat Jupiter einen englischen Text.
Das Lied Devil Man wurde zuvor bereits auf den EPs Bliss und Devil Man veröffentlicht. In dem Lied geht es um den Nemesis, einen Gegenspieler, der einem anderen Menschen das Leben schwer macht. River hieß auf der EP Devil Man noch The River und wurde von den Liedern der schwarzen Sklaven in den US-amerikanischen Südstaaten beeinflusst. Laut Elin Larsson geht es darum, dass jeder Mensch nach sich selbst und den Fragen des Lebens suchen sollte. High Class Woman kritisiert die ungerechte Verteilung des Geldes auf der Welt.
Mit Gypsy enthält das Album eine Coverversion eines Liedes von Chubby Checker. Die Musiker spielten das Lied zuvor mehrfach bei Soundchecks vor Konzerten, später wurde das Lied in die Setlist aufgenommen. Die limitierte Version des Albums enthält eine Bonus-DVD, auf der der Auftritt von Blues Pills beim Musikfestival Hammer of Doom in Würzburg aus dem Jahre 2013 zu sehen ist.

## Rezeption

### Rezensionen
Blues Pills wurde vom deutschen Magazin Rock Hard zum Album des Monats gekürt. Boris Kaiser hob Larssons Gesang und Sorriaux’ Gitarrenspiel hervor und bezeichnete die „zurückhaltenderen Lieder wie River oder No Hope Left for Me als Meisterbriefe, die die Band auch im Mainstream richtig erfolgreich machen könnte“. Kaiser vergab neun von zehn Punkten. Laut Markus Endres vom Onlinemagazin Metal.de schaffen es Blues Pills „auf ihrem hervorragenden Debütalbum so faszinierend authentisch nach den Siebzigern zu klingen, wie es kaum eine andere Band schafft“. Da „diese Pillen süchtig machen“ vergab Endres neun von zehn Punkten.
Reinhold Reither vom Onlinemagazin Stormbringer.at hob insbesondere die Leistung von Sängerin Elin Larsson und dem Gitarristen Dorian Sorriaux hervor. Larsson würde „viel Stimmung und Temperament in die Lieder einfließen“ lassen, was ein „Novum in der Welt der härteren Töne“ darstelle, während Sorriaux „völlig zurecht als den Jimi Hendrix der Neuzeit titulieren“ dürfe. Reither vergab vier von fünf Punkten. Negativ äußerte sich dagegen Andreas Borcholte von Spiegel Online, der Blues Pills „als eine weitere Band, die versucht, ihre Vorbilder von vor vierzig Jahren originalgetreu nachzuspielen“ bezeichnete, die „der ohnehin schon sieche Rock'n'Roll ganz sicher nicht brauch[e]“. Borcholte bewertete das Album mit drei von zehn Punkten.

### Chartplatzierungen
| ChartsChartplatzierungen     | Höchstplatzierung | Wochen |
| ---------------------------- | ----------------- | ------ |
| Deutschland (GfK)            | 4 (9 Wo.)         | 9      |
| Österreich (Ö3)              | 19 (2 Wo.)        | 2      |
| Schweiz (IFPI)               | 10 (7 Wo.)        | 7      |
| Vereinigtes Königreich (OCC) | 68 (1 Wo.)        | 1      |

Zum ersten Mal schaffte damit eine Band des Labels Nuclear Blast, mit dem Debütalbum direkt in die Top 10 der deutschen Albumcharts einzusteigen.

### Auszeichnungen
Die Leser des deutschen Magazins Rock Hard wählten Blues Pills zum fünftbesten Album des Jahres 2014. Darüber hinaus gewann die Band die Kategorie Newcomer 2014. Das deutsche Magazin Visions führte Blues Pills auf ihrer 2019 veröffentlichten Liste der 55 besten schwedischen Rockalben.